# Gare de Molières-sur-Cèze
La gare de Molières-sur-Cèze est une gare ferroviaire française de la ligne du Teil à Alès, située sur le territoire de la commune de Molières-sur-Cèze, dans le département du Gard en région Occitanie.
C'est une halte voyageurs de la Société nationale des chemins de fer français (SNCF), qui était desservie des trains TER Languedoc-Roussillon avant la suspension de ce service en octobre 2012.

## Situation ferroviaire
Établie à 158 mètres d'altitude, la gare de Molières-sur-Cèze est située au point kilométrique (PK) 740,7 de la ligne du Teil à Alès entre les gares de Gammal et de Saint-Ambroix.

## Histoire

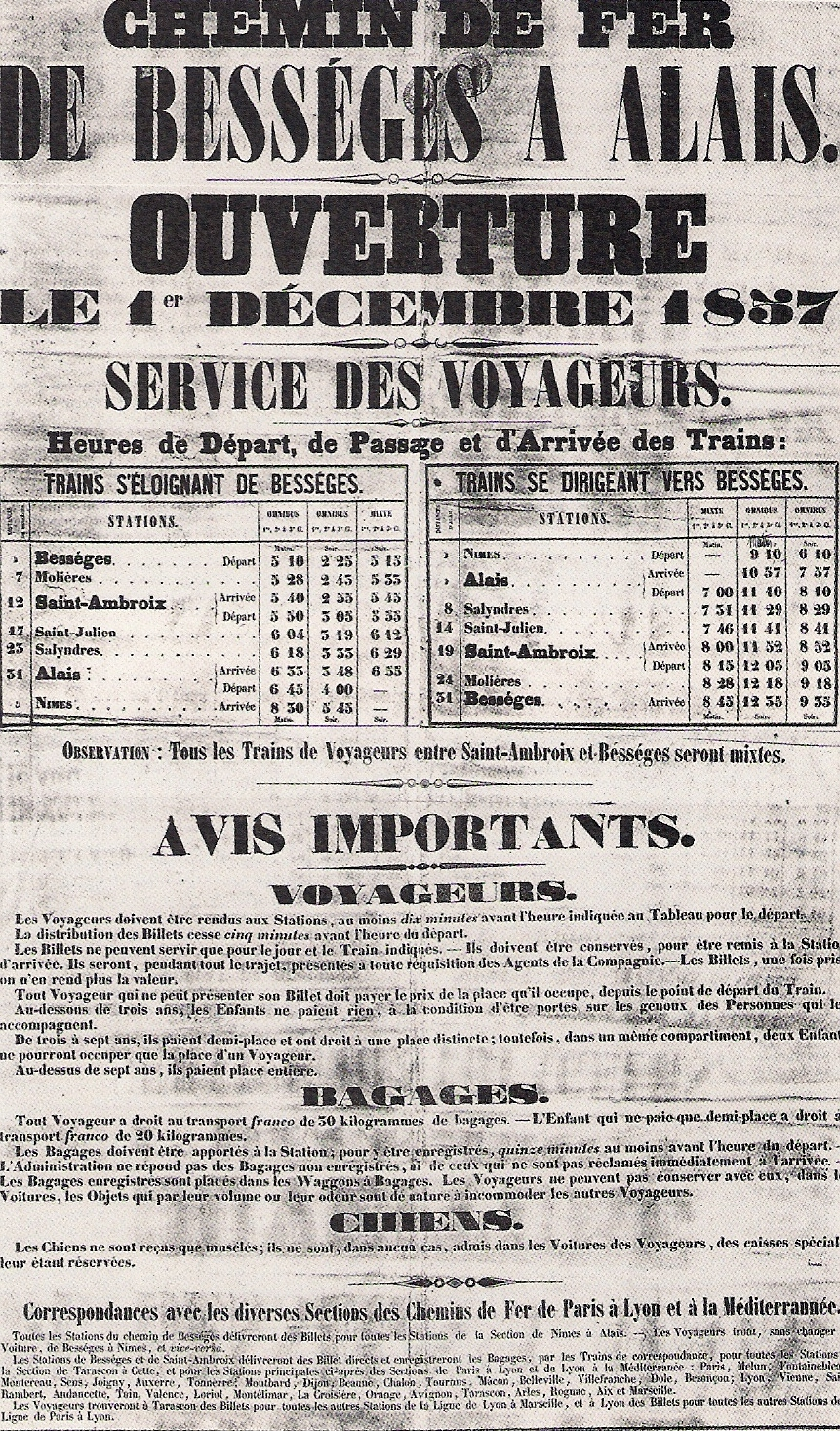
Affiche de l'ouverture de la ligne de Bessèges à Alais.

La gare de Molières est mise en service le 1er décembre 1857 par la Compagnie du chemin de fer de Bessèges à Allais, lorsqu'elle ouvre à l'exploitation sa ligne de Bessèges à Allais.
L'ancien bâtiment voyageurs a été démoli en 1989. Il s'agit d'un bâtiment standard PLM de 3ème classe.

## Service des voyageurs

### Accueil
Halte SNCF, c'est un point d'arrêt non géré (PANG) à entrée libre mais le service est suspendu depuis octobre 2012.

### Desserte
Molières-sur-Cèze était desservie par des trains TER Languedoc-Roussillon qui effectuaient des missions entre les gares d'Alès et de Bessèges, avant la suspension du service en octobre 2012.

### Intermodalité
Un parking pour les véhicules y est aménagé. La gare était desservie par des cars TER Languedoc-Roussillon qui circulaient sur la ligne d'Alès à Bessèges, dont le service est également suspendu.